# (3586) Васнецов
(3586) Васнецов (лат. Vasnetsov) — типичный астероид главного пояса, открыт 26 сентября 1978 года советским астрономом Людмилой Журавлёвой в Крымской астрофизической обсерватории и 4 июня 1993 года назван в честь русских художников Виктора Васнецова и Аполлинария Васнецова.

## Обнаружение и именование
(3586) Васнецов
Открыт 26 сентября 1978 года в Научном Л. В. Журавлёвой.
Назван в память об известных русских художниках Викторе Михайловиче Васнецове (1848—1926) и Апполинарии Михайловиче Васнецове (1856—1933).
Оригинальный текст (англ.)3586 Vasnetsov
Discovered 1978-09-26 by Zhuravleva, L. at Nauchnyj.
Named in memory of Viktor Mikhailovich Vasnetsov (1848—1926) and Appolinarij Mikhailovich Vasnetsov (1856—1933), famous Russian painters.
Источники: DISCOVERY.DB; M.P.C. 22245.

## Орбита

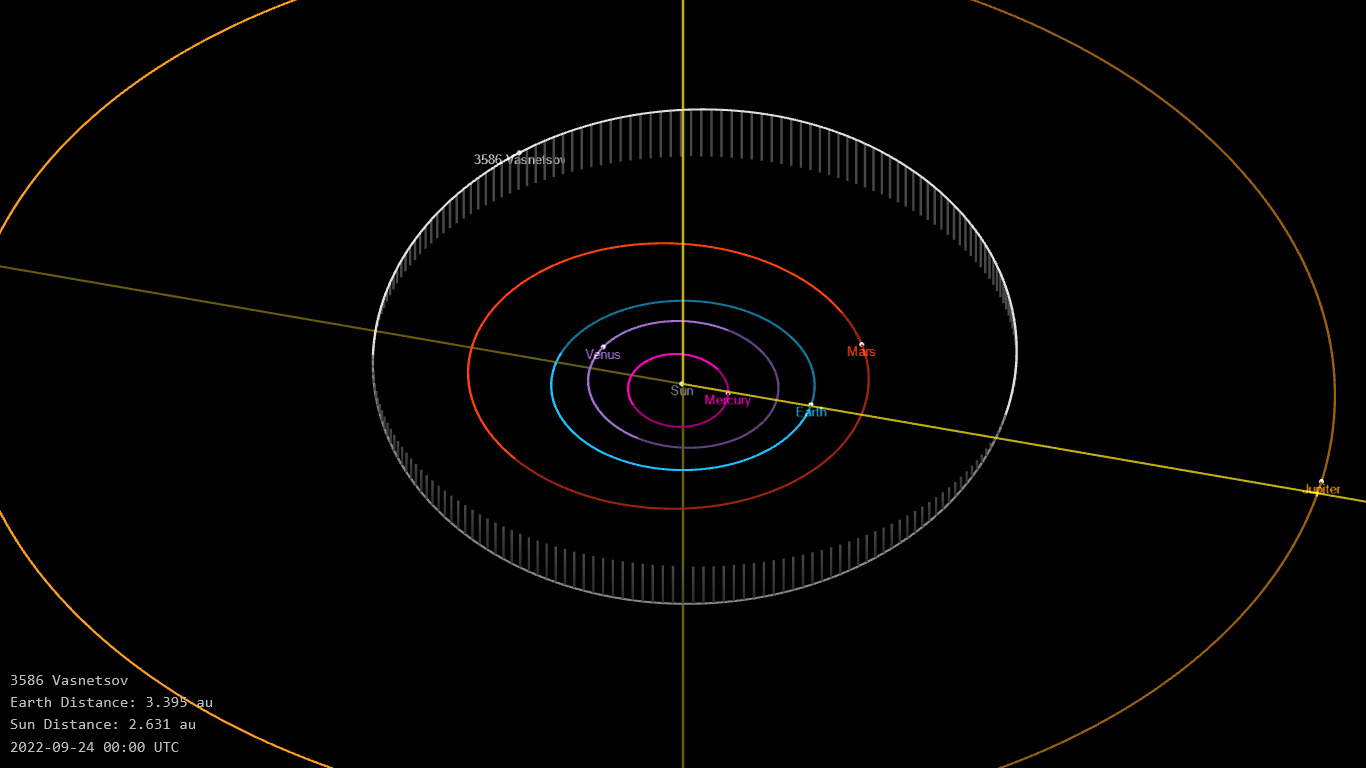
Орбита астероида Васнецов и его положение в Солнечной системе

## Физические характеристики
Астероид относится к таксономическому классу S.
По результатам наблюдений в видимом и ближнем инфракрасном диапазоне космического телескопа NEOWISE диаметр астероида оценивался равным
7,185±0,163 км. Согласно тем же источникам альбедо оценивается как 0,2159±0,0225 и 0,216±0,022.